# كأس ديفيز 1986
كأس ديفيز 1986 هو الموسم 75 من  كأس ديفيز. فاز فيه منتخب أستراليا لكأس ديفيز.